# X-Gluc
X-Gluc steht für das Cyclohexylammoniumsalz der 5-Brom-4-chlor-3-indolyl-β-D-glucuronsäure. X-Gluc ist ein Glycosid und artifizelles Substrat für das Enzym β-Glucuronidase (GUS).

## Eigenschaften
Das Enzym β-Glucuronidase hydrolysiert X-Gluc zu Glucuronsäure und 5-Brom-4-chlor-indoxyl. Das 5-Brom-4-chlor-indoxyl wird vom Sauerstoff der Luft zum tiefblauen Farbstoff 5,5′-Dibrom-4,4′-dichlor-indigo oxidiert.

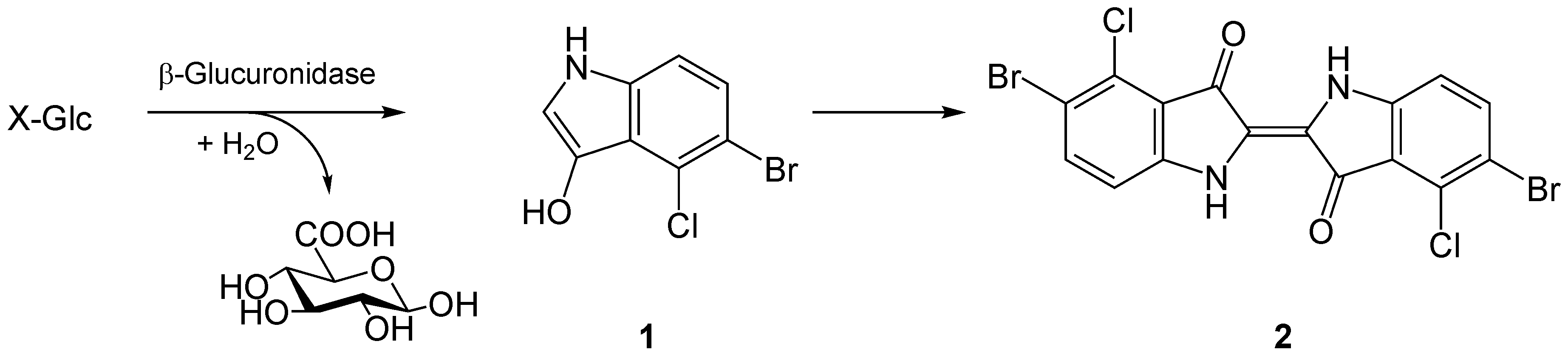
Enzymatische Spaltung der X-Gluc führt zur Bildung von 5-Brom-4-chlor-indoxyl (1). Dieses bildet nach Oxidation an der Luft und Dimerisierung den blauen Farbstoff 5,5′-Dibrom-4,4′-dichlor-indigo (2).

## Verwendung
Die X-Gluc-Messung ist ein einfaches optisches Verfahren zur Überprüfung der β-Glucuronidase-Aktivität in lebenden Zellen. 
Diese Methode mit Gus als Reportergen kann zum Beispiel bei Pflanzen-Transformationen benutzt werden, um die Transformationseffizienz zu testen und stellt im Gegensatz zum MUG-Assay ein nicht-invasives Verfahren zum GUS-Nachweis dar.
Außerdem kann durch die Kombination des β-Glucuronidase-Gens mit dem Promotor eines beliebigen Gens dessen Expression gewebespezifisch untersucht werden. Im Gegensatz zum MUG-Assay, bei dem die Expression quantitativ über die Aktivität des Enzym gemessen werden kann, wird so die Expression eines Gens indirekt über die Aktivität des Promoter qualitativ gemessen.